# Hipposideros marisae
Hipposideros marisae е вид бозайник от семейство Hipposideridae. Видът е застрашен от изчезване.

## Разпространение
Разпространен е в Гвинея, Кот д'Ивоар и Либерия.